# Nephilim (jeu de rôle)
Pour les articles homonymes, voir Nephilim (homonymie).
Nephilim est un jeu de rôle français édité tout d'abord par Multisim, puis par Edge Entertainment et enfin par Mnémos. Sa première édition est sortie en 1992 et sa cinquième et dernière édition (Nephilim Légende) date de 2019.
Il s'agit d'un module contemporain, se basant sur le monde de l'occulte. Les joueurs y incarnent des êtres immortels, au passé vaste et complexe, généralement dévoilé de façon partielle, dans un univers d'apparence très proche du nôtre mais en fait extrêmement divergent (cf. Background). Le jeu, complexe, demande de façon générale une certaine expérience de la part des participants.

## Ambiance, thèmes
L'ambiance de Nephilim est basée, tout comme la plupart des jeux de rôle prenant place dans un contexte contemporain, sur une reprise de l'histoire connue. Toutefois, celui-ci présente une cohérence et une précision inhabituelles : tout est fait pour que chaque événement historique, quels que soient son ancienneté et son cadre, puisse être repris de manière extrêmement concrète sous l'angle de vue du jeu. De fait, les différents guides, et notamment ceux adressés au MJ, se révèlent très denses, allant jusqu'à rendre certains passages laborieux à comprendre.
Le concept du jeu est donc résolument axé sur le passé. Une certaine connaissance des époques abordées est indispensable, d'autant plus que ces dernières dévoilent, dans le cadre du jeu, un aspect inconnu de l'humanité. Par exemple, le procès des Templiers est abordé de manière différente de celle que nous connaissons, même si le fond des événements reste le même (l'implication de Philippe le Bel a bien eu lieu, mais est justifiée de manière complexe). Cette version divergente de l'histoire est nommée Histoire Invisible.
Le système de jeu en lui-même n'intervient que peu dans le déroulement d'une partie. Celui-ci est basé sur un Basic Roleplaying modifié, impliquant une difficulté variable, partiellement laissée à l'arbitrage du MJ. La 3e édition du jeu a introduit, entre autres, des règles visant à populariser le jeu en le rapprochant de standards existants (notamment des règles très précises de combat et de conduite) ; toutefois, celles-ci sont régulièrement décriées par les puristes du jeu, les trouvant inutiles.
Les personnages peuvent être classés dans trois grandes catégories distinctes.
- Les Nephilim sont des êtres immortels, condamnés à vivre un cycle de réincarnations successives ne pouvant cesser qu'à la mort du Nephilim, ou à sa libération (l'Agartha). Ces personnages sont les plus complexes, car leur passé présente des possibilités illimitées (il est tout à fait envisageable, par exemple, d'incarner un personnage ayant connu Homère, Jésus, et François Ier). La création de la feuille de personnage est d'autant plus longue que le personnage a de vécu (un minimum de 6 à 8 heures est nécessaire). Dans la quatrième édition les choix sont bien plus orientés, ce qui facilite et accelère la création, un personnage peut être "abouti" en moins de 2 heures.
- Les Selenim sont des Nephilim ayant subi une transformation. Les autres Immortels les nomment les Maudits, du fait qu'ils possèdent de la Lune Noire et non les 5 Eléments constitutifs des Nephilim (Feu, Air, Terre, Eau, et Lune). Ils ne connaissent donc plus les réincarnations, mais vieillissent beaucoup plus lentement que les humains (environ 1 an pour 100 ans)
- Les Ar-Kaim sont des humains ayant subi, généralement par hasard, une transformation liée à l'Histoire Invisible. De fait, ceux-ci n'ont quasiment aucun lien avec le passé, et les parties les impliquant abordent généralement des problèmes relativement terre à terre (survie, contacts sociaux, combat, etc.).

Le dernier type de personnage a été introduit avec la 3e édition et est, tout comme les nouvelles règles évoquées ci-dessus, parfois décrié par les amateurs.
Le second grand thème abordé par Nephilim est celui de l'ésotérisme et de l'occulte. Le background du jeu est résolument bâti autour de solides connaissances du mysticisme actuel et passé (par exemple, le tarot de Marseille ou la Kabbale hébraïque). En conséquence, le jeu aborde aussi l'ensemble des sociétés secrètes (telles la Franc-maçonnerie), des sectes (comme la Rose-Croix), réelles ou fictives d'ailleurs, se réclamant garantes de ce savoir, ce qui pourrait poser un certain problème de déontologie.
De façon générale, le jeu est orienté sur la découverte des méandres de l'Histoire Invisible, et sur la recherche de faits toujours plus complexes pour expliquer, sous l'angle du jeu, des situations que seul le MJ est en mesure d'expliquer (et encore... pas toujours !).

## Univers
Nephilim possède un background très vaste, puisque l'histoire de l'humanité est complètement reprise et vue sous un autre angle : celui de l'Histoire Invisible.
Les Kaïm sont des êtres immortels et incorporels constitués d'énergies magiques élémentaires. Ces énergies s'organisent en un Pentacle composé de cinq Ka-Éléments : l'Eau, le Feu, la Terre, l'Air, et la Lune. Ces éléments composent ce qu'on appelle les Champs magiques, qui baignent la Terre, aussi appelée Graal primordial. À chaque Ka-Elément est associée une symbolique forte, dans différents domaines : idées, traits de caractère, matériaux, animaux, activités, phénomènes naturels, etc.
Il y a plusieurs éons, une météorite, "Orichalka", s'est écrasée sur l'Atlantide, continent des Kaïm où ces derniers étudiaient l'espèce humaine dans le but d'intégrer le Ka propre aux Humains : le Ka-Soleil. On appelle cette étude le "Sentier d'Or" et de nombreux Nephilim tentèrent de la perpétuer dans le temps.
Lorsque la météorite s'écrasa sur l'Atlantide, elle libéra l'Orichalque, signifiant en Énochéen (la langue des Kaïm) : Anti-Ka.
L'orichalque pollua les Champs magiques et affecta les Kaïm au point de leur faire perdre une grande partie de leurs pouvoirs, de leur savoir, et de leurs souvenirs. Ils furent obligés de s'incarner dans des Humains pour survivre. Ainsi, ils devinrent des Nephilim.
Parallèlement à cela, Prométhée, un Kaïm, enseigna aux humains à se doter d'armes en orichalque afin de leur permettre de se libérer du joug de ses frères.
Face à l'impossibilité de lutter, certains Kaïm sacrifièrent leur pentacle à la Lune Noire, un aspect de la Lune bannie par les premiers Kaïm, et devinrent des Selenim, créatures insensibles à l'orichalque, mais contraintes de se nourrir du Ka-Soleil des Humains pour survivre.
Sous l'égide d'Initiés, des Humains formèrent quatre factions aux idéologies différentes : les Arcanes Mineurs. Parallèlement, les Nephilim formèrent les Arcanes Majeurs, sur la base des 22 voies vers l'illumination, annoncées par le pharaon Akhenaton. Ces voies sont censées mener les Nephilim à l'Agartha, un état de grâce proche de ce qu'ils furent : des Kaïm. L'Histoire se poursuit jusqu'à nos jours, pleine de complots, de renversements, et de luttes entre ces factions occultes.
Au début du XXIe siècle, le Monde Invisible entra dans une nouvelle période : la Révélation. À la suite des expérimentations d'un humain possédé par deux Nephilim, une nouvelle catégorie d'Immortels apparut : les Ar-Kaim. Ceux-ci sont très liés aux Humains, et possèdent un Cœur composé de deux à huit Ka-Eléments (Eau, Feu, Air, Terre, Lune, la Lune Noire propre aux Selenim, l'Orichalque propre aux Ar-Kaïm, et le Soleil propre aux Humains).

## Éditions

### Première édition / chezMultisim
- 0. Nephilim 1re édition (1992)
- 1. Écran 1re édition (1992)
- 2. Les Veilleurs - l'Orient du Corps (1993)
- 3. Les Templiers - le Nadir du Corps (1993)
- 4. Le Lion vert - l'Occident du Corps (1993)
- 5. Les Arcanes majeurs - le Zénith du Corps (1993)
- 6. Le Souffle du Dragon - l'Âme (1993)
- 7. Selenim - le Nadir de l'Âme (1993)
- 8. L'Atalante fugitive - le Septentrion de l'Âme (1994)
- 9. Les Mystères - le Nadir du Corps (?) (1994)
- 10. La Dame de onze heures - le Midi du Corps (1995)
- 11. Les Archives secrètes du duc de St-Amand - l'Orient de l'Esprit (1995)
- 12. Les sciences occultes : l'Alchimie (1995)
- 13. Les sciences occultes : la Kabbale (1995)
- 14. Les sciences occultes : la Magie (1995)
- 15. Le Livre Noir (1995)

### Deuxième édition / chezMultisim
- 16. Nephilim 2e édition (1996)
- 17. Écran 2e édition (1996)
- 18. Les Arthuriades (1996)
- 19. L'Assemblée du Seuil (1997)
- 20. Rose Croix (1997)
- 21. L'Apprenti (1997)
- 22. Loa (1998)
- 23. Le Compagnon (1999)
- 24. Le Ka (1999)
- 25. Les Templiers 2e édition (1999)
- 26. Selenim 2e édition (1999)
- 27. Testament (1999)
- 28. Exils (2000)
- 29. Figures (2000)
- 30. Les Akasha (2000)

Le Codex des Adoptés - 22 Arcanes Majeurs (1996-1998) :
- 31. Arcane Majeur 01 : le Bateleur (1996)
- 32. Arcane Majeur 02 : la Papesse (1996)
- 33. Arcane Majeur 03 : l'Impératrice (1997)
- 34. Arcane Majeur 04 : l'Empereur (1997)
- 35. Arcane Majeur 05 : le Pape (1997)
- 36. Arcane Majeur 06 : l'Amoureux (1997)
- 37. Arcane Majeur 07 : le Chariot (1997)
- 38. Arcane Majeur 08 : la Justice (1997)
- 39. Arcane Majeur 09 : l'Ermite (1997)
- 40. Arcane Majeur 10 : la Fortune (1997)
- 41. Arcane Majeur 11 : la Force (1997)
- 42. Arcane Majeur 12 : le Pendu (1997)
- 43. Arcane Majeur 13 : la Mort (1997)
- 44. Arcane Majeur 14 : la Tempérance (1997)
- 45. Arcane Majeur 15 : le Diable (1998)
- 46. Arcane Majeur 16 : la Maison-Dieu (1998)
- 47. Arcane Majeur 17 : l'Etoile (1998)
- 48. Arcane Majeur 18 : la Lune (1998)
- 49. Arcane Majeur 19 : le Soleil (1998)
- 50. Arcane Majeur 20 : le Jugement (1998)
- 51. Arcane Majeur 21 : le Monde (1998)
- 52. Arcane Majeur 00 : le Mat (1998)

Campagne des Chroniques de l'Apocalypse (1999-2000) :
- 53. Chroniques de l'Apocalypse tome I : Irysos (1999)
- 54. Chroniques de l'Apocalypse tome II : Phaéton (1999)
- 55. Chroniques de l'Apocalypse tome III : 666 (1999)
- 56. Chroniques de l'Apocalypse tome IV : Ieve (1999)
- 57. Chroniques de l'Apocalypse tome V : Finis (1999)

### Troisième édition / chezMultisim
- 58. Nephilim Révélation : Livre des Joueurs (2001)
- 59. Nephilim Révélation : Livre du Meneur de Jeu (2001)
- 60. Écran du Meneur de Jeu (2001)
- 61. Codex des Nephilim (2002)
- 62. Codex des Selenim (2002)
- 63. Codex des Ar-Kaïm (2002)
- 64. Les Arcanes Mineurs (2002)
- 65. Al-Mugawir (2002)
- 66. Les Bohémiens (2003)
- 67. Les Atlantéides (2003)

### Troisième édition / chez Ubik (Edge Entertainment)
- 68. Nephilim Initiation (2007)

### Quatrième édition / chezEdge Entertainment
- 69. Nephilim 20e anniversaire - édition collector (450 exemplaires) (2012)
- 70. Nephilim 20e anniversaire (2012)
- 71. Kit du meneur de jeu avec l'écran (2012)
- 72. Les vélins carminae (2013)

### Nephilim Légende (5ème édition) / chezMnémos[1],[2],[3],[4]
- 73. Livre 0 : Nephilim Quintessence (2019)
- 74. Livre I : Les Veilleurs du Lion vert (2019)
- 75. Livre II : Les Arcanes majeurs (2019)
- 76. Livre III : Les Templiers (2019)
- 77. Livre IV : Le Soufle du dragon (2019)
- 78. Livre V : Les Selenim (2019)
- 79. Écran édition Légende et la revue Mondes Occultes, une aide de jeu pour les joueurs du livre I (2019)
- 80. Livre VI : L'Éveil des éléments (2019)
- 81. Livre VII : La nouvelle Ys (2019)
- 82. Livre VIII : Éole (2019)
- 83. Atalanta Fugiens (2019), facsimilé du livre alchimique L'Atalante fugitive
- 84. Le Grimoire du Nephilim (2019)
- 85. Livre VIIII : La Toison d'or (2020)
- 86. Légendes de Nephilim, recueil de dix nouvelles (2020)
- 87. Livre X : Les Poursuivants de l'Atalante fugitive (2021)
- 88. Le Carnet secret de Donimo : Atalanta Fugiens révélée (2021)
- 89. Livre XI : L'Assemblée sur le seuil (2021)
- 90. Livre XII : Le Compact d'Arcadia (2021)
- 91. Livre XIII : Le Théâtre de la mémoire (2021)
- 92. Livre XIV : Constellation (2021)
- 93. Livre XV : L'Extraordinaire tour de France de maître Jacques (2021)
- 94. Le Grimoire du Nephilim, tome 2 (2021)
- 95. Le Grimoire du troisième cercle (2021)
- 96. Livre XVI : Les Mystères (2023)
- 97. Livre XVII : Les Rose+Croix (2023)
- 98. Livre XVIII : Les Synarques (2023)
- 99. Livre XVIIII : Le Réveil d'Isis (2023)
- 100. Codex du Feu (2023)
- 101. Codex de l'Air (2023)
- 102. Codex de l'Eau (2023)
- 103. Codex de la Lune (2023)
- 104. Codex de la Terre (2023)